# ۹۹۳ (میلادی)
۹۹۳ (میلادی) نهصد و نود و سومین سال تقویم میلادی است.

## رویدادها
- بنای شهر دهلی در هند

## درگذشتگان
‎